# Bickenriede
Bickenriede ist ein Pfarrdorf am Rand des Eichsfeldes mit 1430 Einwohnern. Der Ort gehört zur Stadt und Landgemeinde Dingelstädt und liegt im Landkreis Eichsfeld, im nordwestlichen Teil Thüringens.

## Namenserklärung
Der Dorfname Bickenriede wird verschieden erklärt. Außerdem änderte er sich im Laufe der Zeit bis zum heutigen Bickenriede. Die wahrscheinlichste Erklärung ist wohl in der Ableitung von dem urkundlichen Wort „Bickenrid“ zu sehen. Der Name könnte hernach von „Buchenried“ herrühren und somit eine sumpfige Niederung bedeuten, die mit Buchen bewachsen ist. Das Bestimmungswort des Ortsnamens Bikenride in einer Erwähnung 1270 leitet sich von bickel(n), pickel ab, was seine Entsprechung in „Spitzhacke“ findet und damit nochmals auf die Bearbeitung des Landes verweist. Das Suffix -ried lehnt sich an die verbreiteten Rodungssiedlungen an, das Affix deutet häufig einen Personennamen an. Damit ist bei Bickenriede von einem Rodungsnamen auszugehen.

## Geschichte
Der Ort wurde erstmals am 12. August 1146 in einer Schenkungsurkunde derer von Kirchberg urkundlich erwähnt. An diesem Tag bestätigte Erzbischof Heinrich I. von Mainz dem Erfurter Peterskloster eine Mühle und 8 Hufen mit ebenso viel Hofstätten und 2 Wäldchen zu „Bichenrid“ als Geschenk von den Brüdern Folrad und Hartog von Kirchberg. Bis 1294 waren die Grafen von Gleichenstein die Herren über Bickenriede. Ursprünglich wurde dieses Gebiet nur Eichsfeld genannt und erstreckte sich von Ammern und Lengefeld bis Heiligenstadt. Am 15. November 1294 verkauften die Grafen von Gleichen infolge hoher Verschuldung das Eichsfeld, d. h. die Schlösser Gleichenstein, Scharfenstein und Birkenstein, an das Erzbistum Mainz. Im Jahr 1802 wurde das Fürstentum Eichsfeld, und somit auch Bickenriede, dem Königreich Preußen zugewiesen.
Das Dorf Bickenriede wurde 1816 dem Kreis Mühlhausen zugeordnet. Aber auch von Überschwemmungen, Seuchen und Hungersnöten blieb Bickenriede nicht verschont. In den Jahren 1836 bis 1888 verließen viele Bürger ihr Heimatdorf und wanderten in die Vereinigten Staaten von Amerika aus. Nachweislich sind in diesem Zeitraum mit Genehmigung 254 Personen nach Amerika ausgewandert.
Anfang April 1945 rückten von Westen Truppen der US Army auf Bickenriede zu. Es kam zu einem Gefecht am Ortsrand und Beschuss durch US-Artillerie, wodurch mehrere Gebäude im Dorf abbrannten. Bickenriede wurde zweimal von den Amerikanern besetzt, am 4. und am 7. April. Auf dem Friedhof Bickenriede liegen die Gräber von sechs deutschen Soldaten; davon drei namentlich unbekannte, die bei diesen Kämpfen in der Bickenrieder Flur gefallen sind. Anfang Juli 1945 wurden die Amerikaner durch die Rote Armee abgelöst. So kam Bickenriede zur SBZ, dann DDR, und machte alle entsprechenden gesellschaftlichen Veränderungen mit.
Zum 1. Januar 1997 wurde Bickenriede Teil der neu gegründeten Einheitsgemeinde Anrode, der auch Lengefeld, Zella, Hollenbach und Dörna angehörten.
Zum 1. Januar 2023 wurde die Gemeinde Anrode aufgelöst, wodurch Bickenriede zur Stadt Dingelstädt und damit in den Landkreis Eichsfeld wechselte.

## Einwohnerentwicklung
Entwicklung der Einwohnerzahl von 1675 bis heute:
| Jahr | Einwohner |
| ---- | --------- |
| 1675 | 0319      |
| 1727 | 0605      |
| 1787 | 0774      |
| 1819 | 0930      |
| 1840 | 1125      |
| 1994 | 1682      |
| 2009 | 1536      |
| 2011 | 1487      |
| 2013 | 1470      |
| 2014 | 1468      |
| 2016 | 1460      |
| 2017 | 1454      |
| 2018 | 1439      |
| 2019 | 1443      |
| 2020 | 1437      |
| 2021 | 1430      |

## Kultur und Sehenswürdigkeiten

### Traditionspflege
- Die Bickenrieder Kirmes  (Kirchweih) beginnt jeweils am Sonntag nach dem 9. Oktober mit einem Gottesdienst. Montag findet ein Umzug statt, der Dienstag dient der „Hammelfahrt“. Zum Abschluss der Kirmes findet das Hammelessen und die „Rasur der Hammeljungen“ statt.
- Der Maisprung ist das bedeutendste Fest im Frühjahr, das Abbrennen der Maifeuer beginnt in den Abendstunden des 30. Aprils (Walpurgisnacht), zur „Kulthandlung“ wird der um Mitternacht angesetzte Sprung über das noch lodernde Feuer (wenn vorhanden mit Partner). In manchen Jahren wurden bis zu 120 Feuerstellen gezählt.[7]

### Kloster Anrode

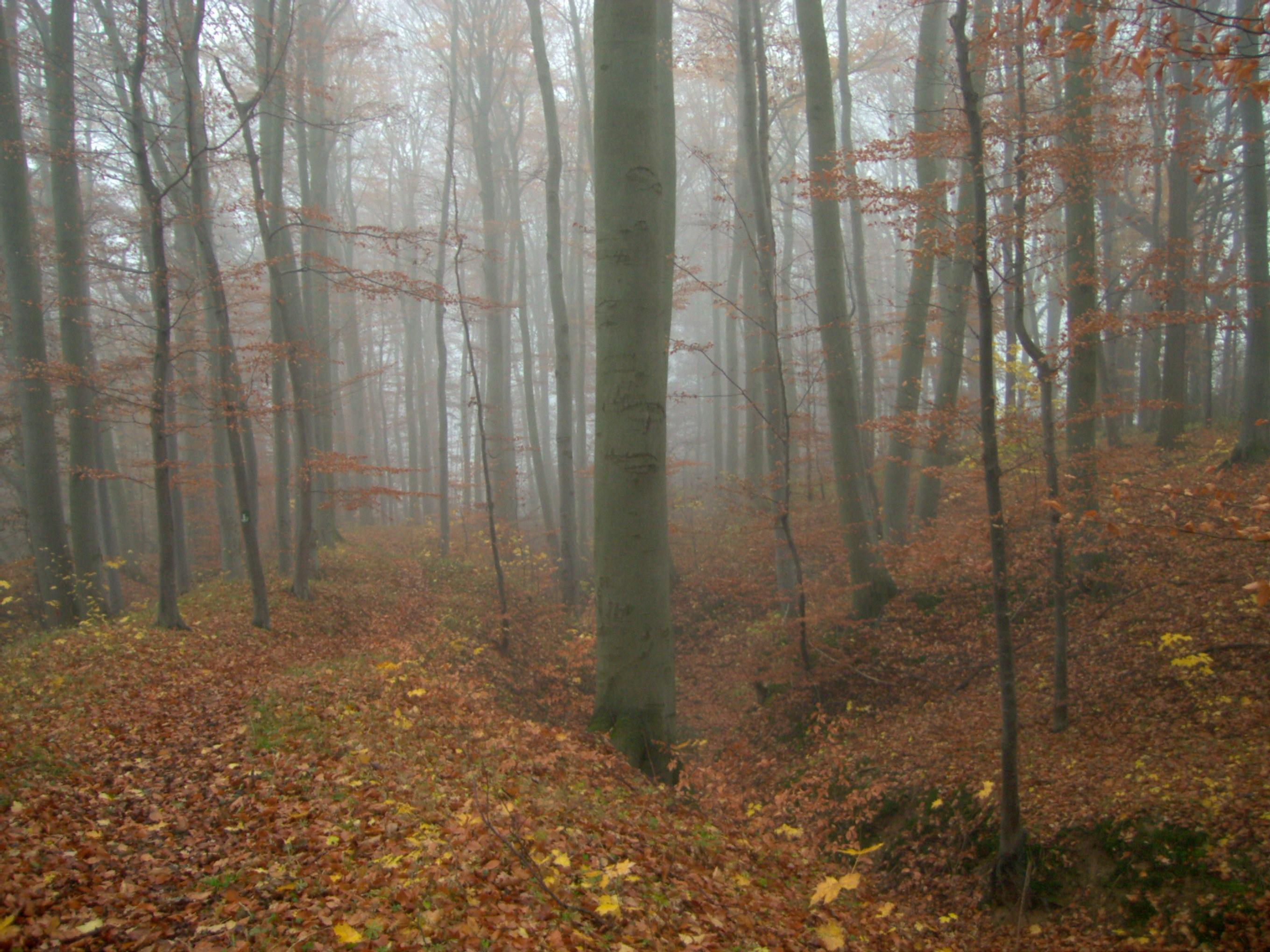
Am Mühlhäuser Landgraben bei Bickenriede im Spätherbst

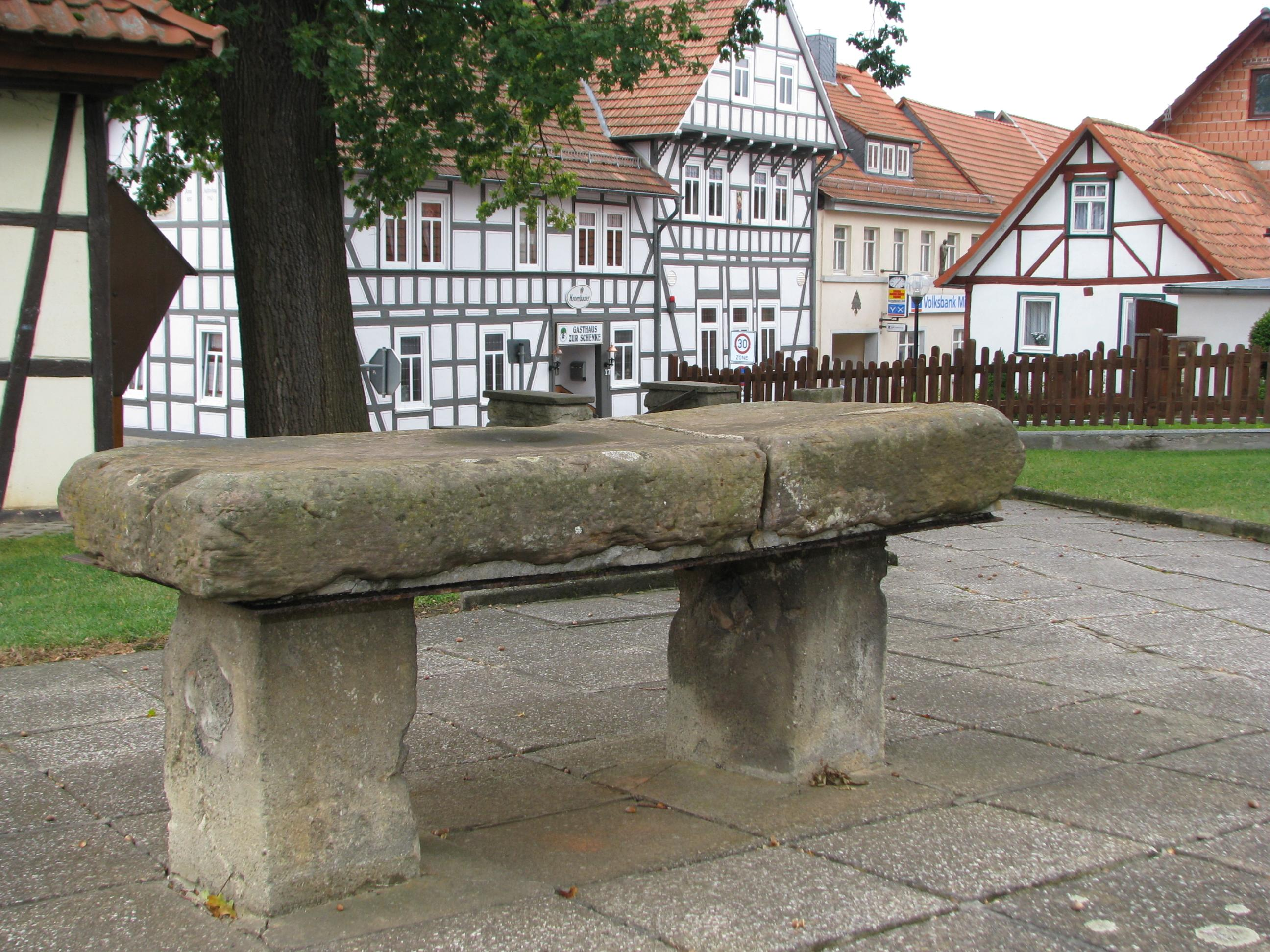
Steinerner Tisch auf dem Bickenrieder Anger

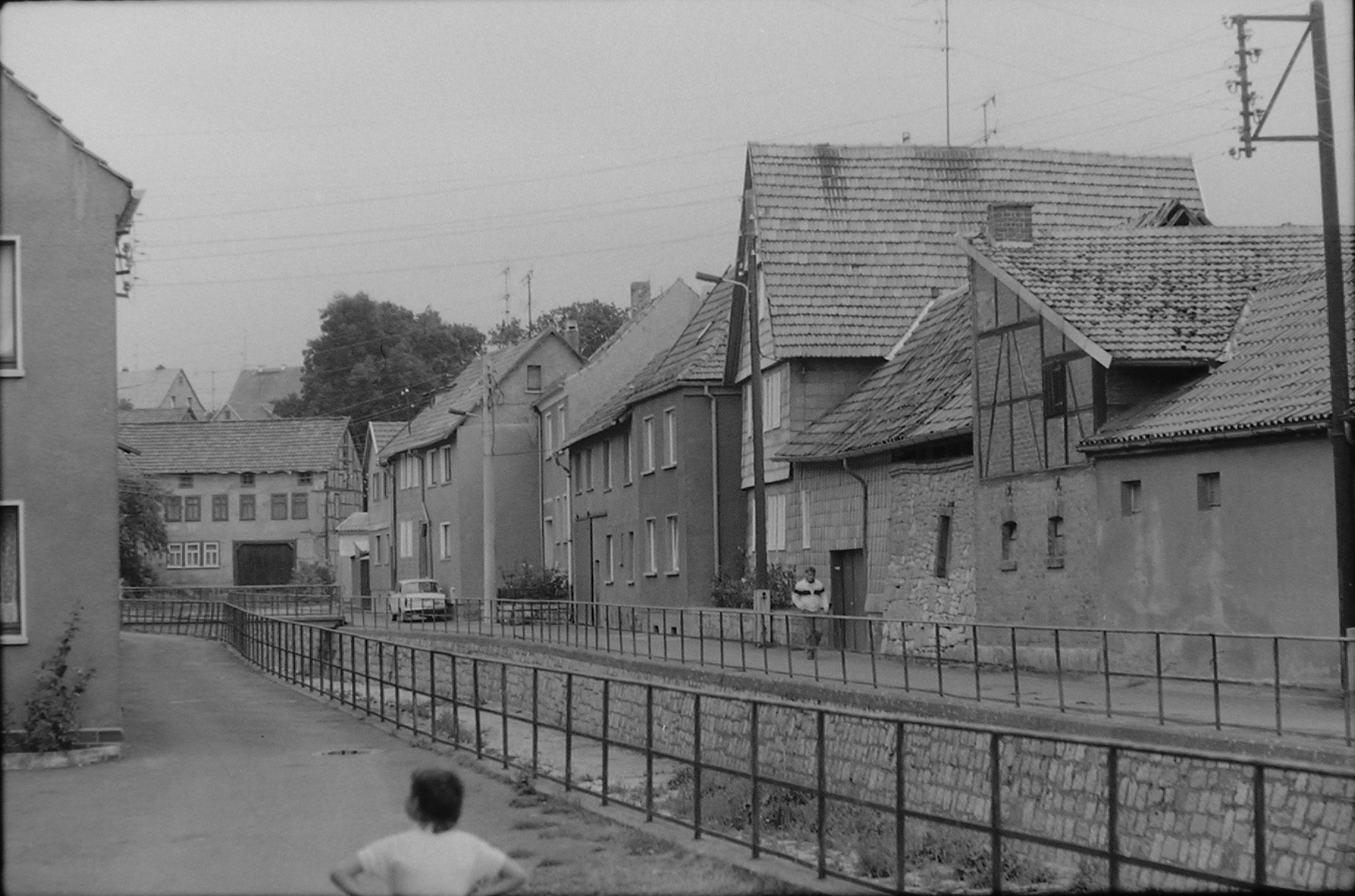
Bickenriede an der Luhne 1989

Das Kloster Anrode wurde vermutlich 1267 durch die Zisterzienserinnen des Klosters Beuren gegründet. Es wurde 1810 im Zuge der Säkularisation aufgehoben. 1993 wurde das Kloster von der Gemeinde Bickenriede gekauft und wird seitdem überwiegend mit Landes- und Bundesmitteln restauriert.

### Mühlhäuser Landgraben
Der Mühlhäuser Landgraben ist eine spätmittelalterliche Befestigungsanlage der ehemaligen Reichsstadt Mühlhausen und verläuft auch durch die Flur von Bickenriede. Von der Anlage blieben der Graben und Grenzsteine aus jüngerer Zeit erhalten. Der bewaldete Graben ist auch als Bodendenkmal und Naturdenkmal geschützt.

### Dorfschule
Erstmals wurde die heutige Bickenrieder Schule als so genanntes Schulhaus im Jahr 1674 erwähnt. Der „Alten Schule“ in der Schulstraße folgte 1971 ein Neubau in der Struther Straße. Beide waren zusammen die Polytechnische Oberschule „Friedrich Engels“. Nach der Wiedervereinigung wurde daraus die Grund- und Regelschule Bickenriede. Diese verfügt derzeit über zehn Lehrkräfte für rund 100 Schüler. In Eigeninitiative bereitete sich die Schule auf die Umgliederung zur Gemeinschaftsschule im Jahr 2011 vor, wurde jedoch geschlossen. Heute befindet sich im Schulgebäude die staatliche Grundschule, mit Schwerpunkt der musikalischen Ausbildung.
Das Gebäude der „Alten Schule“ wurde durch die Gemeinde Anrode verkauft und soll künftig Wohnzwecken dienen.

### Luhnemühlen
Durch Bickenriede fließt die Luhne, die bei Ammern vor den Toren von Mühlhausen/Thüringen in die Unstrut mündet. Von ihr wurden in Bickenriede drei und im Kloster Anrode eine Wassermühle angetrieben. Sämtliche Wehre und Mühlgräben wurden im Laufe des vergangenen Jahrhunderts rückgebaut. Die drei Mühlengebäude sind noch vorhanden. Die Gebäude der Obermühle werden gegenwärtig saniert, eine Wiederaufnahme des Mühlbetriebes ist nicht vorgesehen. Das Gebäude der Klostermühle neben dem Bickenrieder Torhaus ist seit den 1970er Jahren nur noch in den Grundmauern erhalten.

### Weitere Sehenswürdigkeiten
- der Anger mit Steinernem Tisch und alter Eiche
- einige denkmalgeschützte Fachwerkgebäude vom Beginn des 18. Jahrhunderts
- die Hohe Lobe, eine hochmittelalterliche Wallanlage (Flachmotte als Warte oder Herrenburg) auf der Hollau[8]
- ein frühgeschichtlicher Ringwall mit vorgelagerten Graben (Warte oder Herrenburg) von geringer Größe (Durchmesser 9 Meter) liegt in der Südwestecke des Wilhelmswaldes.[9]
- die Hünenlöcher sind zwei nebeneinander gelegene, etwa 5 m tiefe und seit 1941 als Naturdenkmal geschützte Erdfälle mit einem Durchmesser von je 25 m in der Hollau, einem Waldgebiet nordwestlich von Bickenriede.[10]
- Die drei Eichen sind ein Wanderziel im Wald von Anrode
- Rolandsfigur in der Fassade der Gemeindeschenke

## Persönlichkeiten

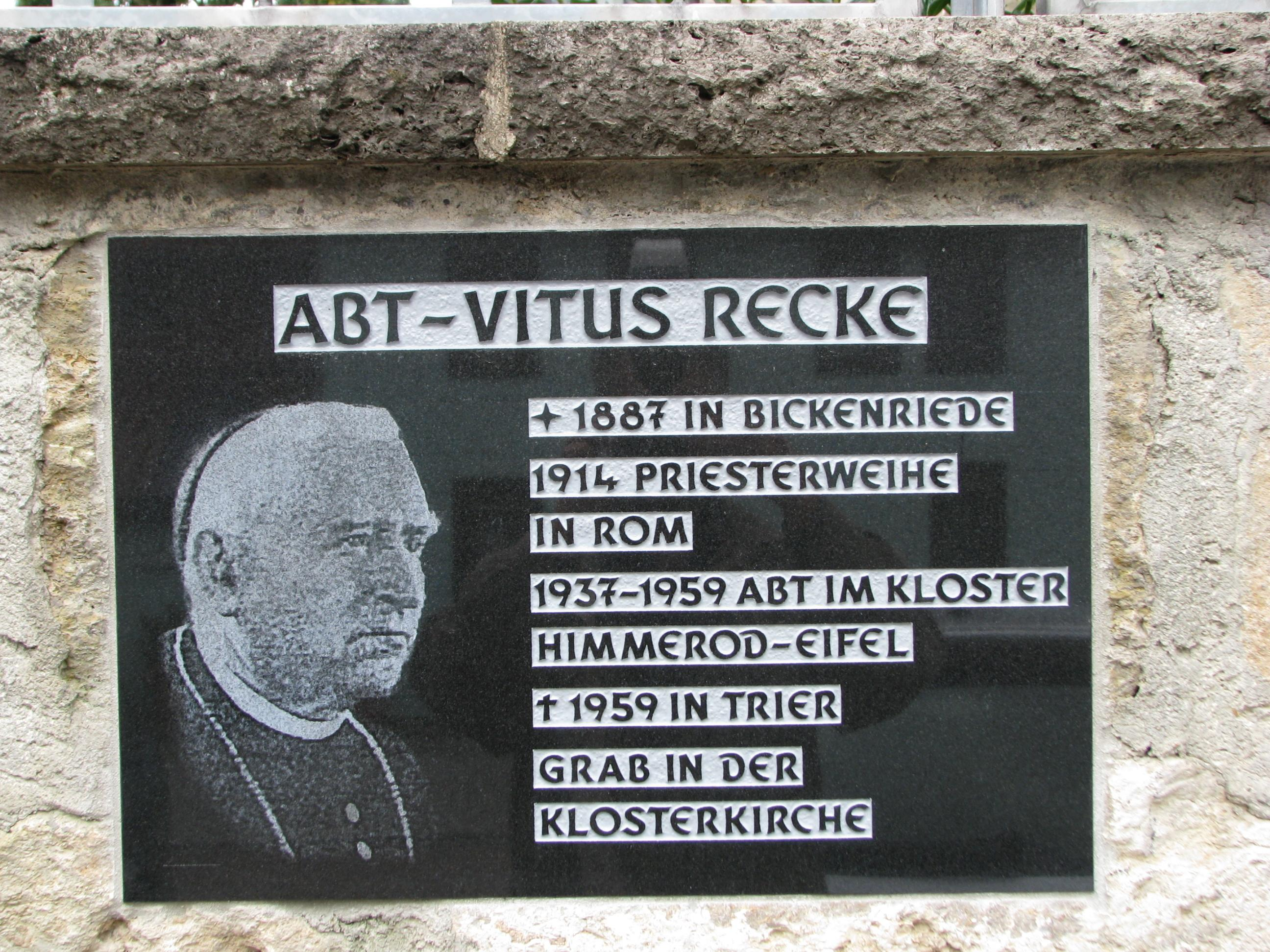
Gedenktafel für Vitus Recke an der Bickenrieder Kirchmauer

- Vitus Recke (* 14. November 1887; † 18. Januar 1959), Zisterzienserpater,  Abt von Himmerod zwischen 1937 und 1959, war maßgeblich für den Wiederaufbau der Kirche des Klosters Himmerod verantwortlich.
- Peter Degenhardt (* 12. März 1910 in Bickenriede; † 29. Januar 1981 in Ehrenberg-Seiferts/Rhön), katholischer Priester und Pallotinerpater von 1930 bis 1954, zum Priester geweiht am 14. März 1937 im Hohen Dom zu Limburg an der Lahn. Stationen seines Lebens waren: Pfarrverweser in Mielenz, Neuteich, Präfekt im Konvikt in Danzig, Seelsorger in Rasdorf, Gotha, Kassel bei Gelnhausen, Kaplan in Hattenhof 1946–1950, Kaplan in St. Johann in Marburg 1950–1952, Klinikpfarrer in Marburg 1952–1958, Pfarrkurat in Seiferts/Rhön 1958–1981. Peter Degenhardt war im Bistum Danzig tätig und wurde 1944 von der Gestapo aus Danzig ausgewiesen.[11]

## Sonstiges
Als Zeugnisse eines derben Volkshumors bildeten sich bereits vor Jahrhunderten Besonderheiten des jeweiligen Dorfes charakterisierende Neck- und Spitznamen heraus. Demnach lebten hier im Ort die Beckreder Strumplecher – Bickenrieder Strumpflöcher, von der im Ort betriebenen Strumpfstrickerei hergeleitet. Der Spitzname Strumplecher ist heute nahezu unbekannt. Weitaus bekannter ist der Spitzname der Mauschwörmer also der Bickenrieder Milchwürmer. Wahrscheinlich hiervon abgeleitet ist der Name des Nachbarortes Milch-Lengefeld zur sprachlichen Abgrenzung von Stein-Lengenfeld.